# Amakuni
Amakuni Yasutsuna (天國安綱) est le légendaire forgeron qui créa la première épée dotée d'une lame courbe à simple tranchant : le tachi, l'ancêtre du katana. Il vécut dans la province de Yamato vers l'an 700 ap. J.-C., et était à la tête d'un groupe de forgerons employés par l'Empereur du Japon pour fabriquer les armes des guerriers. Son fils Amakura fut son successeur. Bien qu'il ne reste de nos jours presque aucun de ses travaux, il semble être également le créateur du katana à double tranchant, le Kogarasumaru. Malgré le manque de preuves, la vérité derrière cette légende semble fondée puisque les premières armes courbes et à simple tranchant proviennent du forgeron Yasutsuna de Hoki et datent de l'an 900 environ.

## La légende
Un jour, Amakuni et son fils Amakura assistèrent, du seuil de leur magasin, au retour des troupes de l'Empereur. Bien que ce dernier ait l'habitude de venir saluer Amakuni, ce jour-là il l'ignora et passa devant les forgerons sans même leur accorder un regard. C'est alors qu'Amakuni remarqua que de nombreux guerriers revenaient avec des épées brisées. 
Bien décidés à arranger les choses, Amakuni et Amakura examinèrent les armes endommagées. Ils en conclurent qu'elles étaient mal forgées et que lorsqu'elles frappaient des surfaces dures telles que les armes ou les armures des adversaires, elles ne résistaient pas au choc. Amakuni repensa alors au dédain exprimé par l'Empereur. Les yeux embués de larmes, il se jura : « Si c'est ainsi qu'ils utilisent leurs armes, alors j'en forgerai une qui ne se brisera pas. »
C'est avec ce serment que Amakuni et son fils s'enfermèrent dans leur forge, et prièrent les divinités shinto pendant sept jours et sept nuits. Puis, Amakuni sélectionna le meilleur minerai de fer qu'il put trouver et le raffina en acier. Les deux hommes travaillèrent ensuite sans relâche à une tâche qui semblait impossible. Un mois plus tard, ils sortirent épuisés de leur forge, avec une épée qui présentait une lame courbe à simple tranchant. Indifférent aux autres forgerons, qui le déclaraient fou, Amakuni affûta et polit cette nouvelle arme.
Durant les mois suivants, les deux hommes poursuivirent leur travail et forgèrent plusieurs types d'armes améliorées. Au printemps suivant, il y eut une nouvelle guerre. Au retour des samouraïs, Amakuni vit passer une trentaine d'épées présentant des lames intactes, en parfait état. L'Empereur arriva, sourit et lui dit : « Vous êtes un grand forgeron. Aucune de ces épées que vous avez créées n'a failli dans la bataille. » Amakuni en fut ravi, et il retrouva à nouveau sa joie de vivre.
Il n'y a aucune trace de la date de son décès.